# Реал Мбуку
Клубе Деспортіву Реал ду Мбуку або просто Реал Мбуку (порт. Clube Desportivo Real do M'buco) — професіональний ангольський футбольний клуб з міста Кабінда, столиці однойменної провінції.

## Історія клубу
Хоча клуб було засновано в селищі Мбуко Зау, вони проводять домашні матчі на стадіоні «Ештадіу ду Тафе» в Кабінді.
Команда грала в Гіра Анголі, другому за силою чемпіонаті Анголи. В 2015 році клуб знявся з розіграшу Гіра Анголи, через фінансові труднощі, які виникли в клубу.

## Досягнення
- Гіра Ангола (Серія Б)
  -  Срібний призер (1): 2014

## Виступи клубу в національних чемпіонатах
| 2014 ГА A | 2015 ГА A |
|           |           |
| 2-ге      |           |
|           |           |
|           |           |
|           |           |
|           | зн        |

Примітка: ГА A = Гіра Ангола (другий дивізіон) Серія A; зн = знявся

## Відомі тренери
| Андре Мануел | (2014) | - |  |